# قدرت سگ (فیلم ۲۰۲۱)
قدرت سگ (به انگلیسی: The Power of the Dog) یک فیلم درام و وسترن تولید مشترک بین‌المللی آمریکا، کانادا و نیوزلند به نویسندگی و کارگردانی جین کمپیون که براساس رمانی به همین نام نوشته توماس ساویج ساخته شده‌است. در این فیلم بندیکت کامبربچ، کیریستن دانست، جسی پلمونس، توماسین مک‌کنزی و کدی اسمیت-مک‌فی بازی می‌کنند. این فیلم در سال ۲۰۲۱ از نتفلیکس منتشر شد. نخستین اکران عمومی این فیلم در هفتاد و هشتمین دوره جشنواره بین‌المللی فیلم ونیز بود که در بخش اصلی برنده شیر نقره‌ای بهترین کارگردانی شد.
این فیلم در هفتاد و نهمین مراسم گلدن گلوب نامزد دریافت هفت جایزه بود که سه تا از آنها را، از جمله بهترین فیلم درام را برد.
این فیلم در هفتاد و پنجمین دوره جوایز بفتا نامزد دریافت هشت جایزه بود که‌ در نهایت برنده دو جایزهٔ بهترین کارگردان و بهترین فیلم شد.
همچنین این فیلم در نود و چهارمین دوره جوایز اسکار نامزد دریافت دوازده جایزه بود که در نهایت تنها توانست برنده جایزه اسکار بهترین کارگردانی شود.

## داستان
در سال ۱۹۲۵ در مونتانا، برادران ثروتمند صاحب مزرعه، فیل و جورج بربنک، با رز گوردون بیوه و صاحب مسافرخانه، در حین گاوچرانی ملاقات می‌کنند. جورج خوش قلب به سرعت با رز همراه می‌شود، در حالی‌که فیل دمدمی مزاج که بسیار تحت تأثیر مربی فقید خود برونکو هنری قرار گرفته‌است، پسر رز پیتر را به خاطر لجبازی و رفتار زنانه اش مسخره می‌کند.
جورج و رز با هم ازدواج می‌کنند و او به خانه مزرعه باربانک نقل مکان می‌کند و از پول جورج برای فرستادن پیتر به کالج برای تحصیل پزشکی و جراحی استفاده می‌کند. فیل بلافاصله از رز بیزاری می‌شود و معتقد است که او به خاطر پول او با جورج ازدواج کرده‌است. روش‌های خشن فیل و شیوه‌های تمسخرآمیز او را عصبی می‌کند. یک روز عصر، جورج یک مهمانی شام برای والدینش و فرماندار ترتیب می‌دهد. جورج قصد دارد مهمانانش را با رز آشنا کند تا آن‌ها بتوانند با رز ملاقات کنند و صدای او را در حال نواختن پیانوی جدیدشان بشنوند. در طول مهمانی، رز، که از تحقیر مهارت‌هایش توسط فیل پیش از این عصبی شده بود، نمی‌تواند بیش از چند نت را بنوازد و وقتی فیل او را بخاطر تمرینش مسخره می‌کند، تحقیر می‌شود. او شروع به نوشیدن الکل که قبلاً با آن مخالف بود می‌کند.
زمانی که پیتر برای تعطیلات تابستانی به مزرعه می‌آید، رز الکلی شده‌است. فیل و افرادش پیتر را مسخره می‌کنند و او خود را در اتاقش پنهان می‌کند و حیوانات را تشریح می‌کند و بیماری‌ها را مطالعه می‌کند. فیل در یک خلوت دنج با روسری برونکو هنری خودارضایی می‌کند. پیتر وارد محوطه می‌شود و مجموعه ای از مجلات با نام برونکو هنری را می‌یابد که مردان برهنه را به تصویر می‌کشد. او فیل را در حال حمام کردن در حوض با دستمال دور گردنش می‌بیند. فیل متوجه او می‌شود و او را از آنجا دور می‌کند.
فیل برای عذاب دادن بیشتر رز، شروع به نشان دادن احترام به پیتر می‌کند و به او پیشنهاد می‌دهد که یک کمند از چرم خام برای او ببافد و به او یاد دهد که چگونه اسب سواری کند. پیتر یک روز به تنهایی بیرون می‌رود و گاو مرده‌ای را پیدا می‌کند وتکه‌هایی از چرمش را از آن جدا می‌کند. فیل در حین کار روی حصار دستش را زخمی می‌کند. پس از آن، پیتر به فیل می‌گوید که جسد پدر الکلی اش را که خود را حلق آویز کرده بود، پیدا کرده و جسد را خودش تکه‌تکه کرده‌است.
اعتیاد رز پس از اینکه متوجه می‌شود پسرش چقدر با فیل بدذات وقت می‌گذراند، بدتر می‌شود. رز پس از اطلاع از راهکار فیل برای سوزاندن چرمهایی که خودش نیازی ندارد، چرمها را به تاجران بومی آمریکایی می‌دهد و انها با اهدای یک جفت دستکش از او تشکر می‌کنند. او سپس به دلیل مصرف مقدار زیادی الکل غش می‌کند و جورج از او مراقبت می‌کند و یک بطری بوربون را که در ملحفه‌ها پیدا کرده بود بیرون می‌اندازد.
فیل از نداشتن چرم مورد نیاز برای اتمام کمند پیتر دلسرد می‌شود و سعی می‌کند قبل از اینکه توسط جورج متوقف شود به رز پرخاش کند. پیتر فیل را با دادن چرمی که از گاو مرده بریده بود آرام می‌کند، اما پیتر نمی‌گوید که حیوان در از قبل مرده بود. فیل از برخورد پیتر متأثر می‌شود و به او قول می‌دهد که در آینده رابطهٔ بسیار بهتری با هم خواهند داشت. این زوج شب را در انبار می‌گذرانند و طناب را تمام می‌کنند، زخم باز فیل و چرم با هم در محلولی که برای نرم کردن چرم استفاده می‌شود مخلوط می‌شوند.
فیل به پیتر می‌گوید که چگونه برونکو هنری با خوابیدن در کنارش در هوای سرد، جان او را نجات داد. وقتی پیتر می‌پرسد که آیا آنها برهنه بودند، فیل پاسخی نمی‌دهد. وقتی فیل روز بعد برای صبحانه حاضر نمی‌شود، جورج او را در رختخواب بیمار می‌بیند و زخمش اکنون به شدت عفونی شده‌است. فیل هذیان‌آور به دنبال پیتر می‌گردد تا کمند تمام‌شده را به او بدهد، اما جورج پیش از اینکه فیل بتواند کمند را تحویل دهد، او را نزد دکتر می‌برد. جورج بعداً در حال انتخاب تابوت برای برادرش در حالی که جسد او برای دفن آماده می‌شود دیده می‌شود.
در مراسم تشییع جنازه، دکتر به جورج می‌گوید که فیل به احتمال زیاد بر اثر سیاه زخم مرده‌است. این موضوع جورج را متحیر می‌کند، زیرا فیل همیشه مراقب بود تا از گاوهای بیمار دوری کند. پیتر که از تشییع جنازه فیل صرف نظر کرده، قسمتی از یک کتاب نمازنامه عام را که در مورد مراسم خاکسپاری است، باز می‌کند و سپس مزمور ۲۲:۲۰ را می‌خواند: «جانم را از شمشیر رهایی بخش، عزیزم را از قدرت سگ». بعداً کمند تمام شده اش را با دستان پوشیده با دستکش زیر تختش می‌گذارد. در حالی که پیتر در راهرو قدم می‌زند، پشت پنجره می‌ایستد و جورج و رز را که اکنون هوشیار است به خانه بازمی‌گردند تماشا می‌کند. او برمی‌گردد و لبخند می‌زند.

## بازیگران
- بندیکت کامبربچ در نقش فیل بوربانک
- کیریستن دانست در نقش رز
- جسی پلمونس در نقش جورج بوربانک
- توماسین مک‌کنزی
- کدی اسمیت-مک‌فی
- فرانسیس کانروی
- کیت کارادین در نقش فرماندار ادوارد
- پیتر کارول
- آدام بیچ در نقش ادوارد ناپو[۸][۹][۱۰][۱۱][۱۲]

## تولید

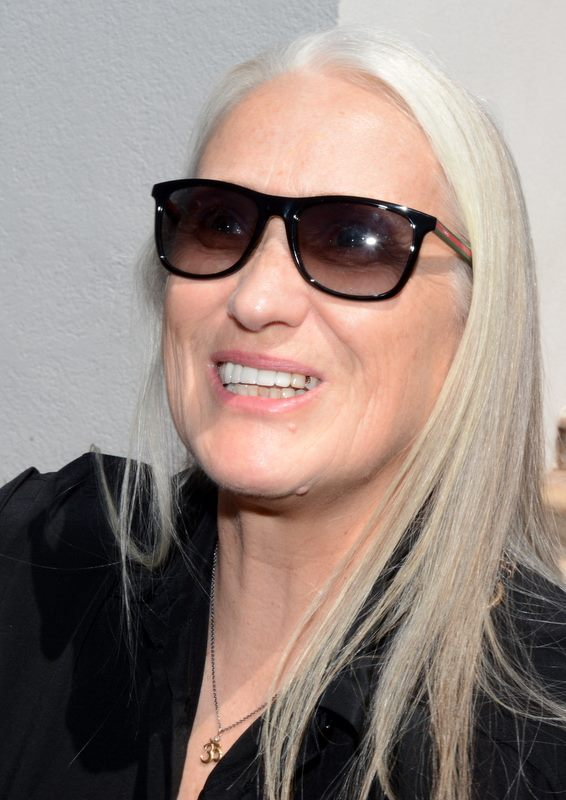
یکی از دست‌اندکاران فیلم قدرت سگ

فیلمبرداری در نیوزیلند در تاریخ ۱۰ ژانویه سال ۲۰۲۰ در منطقه جنوبی اوتاگو، از جمله شهر دنیدن آغاز شد. در تاریخ ۲ آوریل، تولید این فیلم به دلیل دنیاگیری کووید ۱۹ متوقف شد. تولید در ۲۲ ژوئن از سر گرفته شد.